# William Lovell

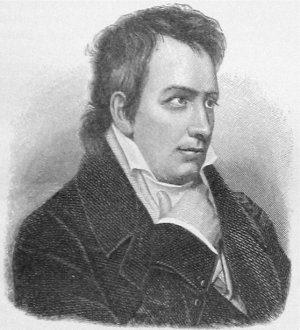
Ludwig Tieck

William Lovell ist der Titel des ersten 1795/96 anonym publizierten Romans von Ludwig Tieck. Der Gesellschaftsroman in Briefform handelt von dem jungen Engländer William Lovell, der als begeisterungsfähiger, empfindsamer Jüngling durch idealistische, schwärmerische Freundschaft und Liebe mit Eduard Burton und Amalie Wilmont verbunden ist. Als er eine Bildungsreise nach Frankreich und Italien unternimmt, um nach den Vorstellungen seines Vaters zu reifen und gesellschaftsfähig zu werden, gerät er in einen in der Vergangenheit seines und Eduards Vaters wurzelnden Intrigenplan, der ihn in sinnliche Egozentrik und seelische Zerrüttung, in Konflikte mit seinen alten Freunden und schließlich in den Tod treibt.

## Inhalt
Der Roman ist eine Mischung aus der komplizierten Intrigenhandlung und der Entwicklungsgeschichte Williams, der im Laufe der Zeit in verschiedene tragische Beziehungen verstrickt wird. Durch den wechselseitigen Briefverkehr der Protagonisten entsteht ein aus verschiedenen Perspektiven zusammengesetztes Mosaikbild der Geschichte. Dabei ist der Informationsstand der Figuren begrenzter als der des Lesers. Erst im letzten Kapitel erfährt William aus dem Lebensbericht des 80-Jährigen Waterloo, den er nach dessen Tod erhält, die Zusammenhänge (10. Buch, Nr. 20):

### Vorgeschichte
Der Engländer Waterloo tritt zum ersten Mal im Roman als Geheimbündler Andrea Cosimo mit einem Brief an den von ihm manipulierten Italiener Rosa (II, 20) auf. Er hat ein wechselvolles Leben und entwickelt sich vom idealistischen Jüngling in einer ihn verspottenden Umgebung zu einem äußerlich angepassten, jedoch die Gesellschaft verachtenden enttäuschten Einzelgänger. Zwar gilt er als witziger Kopf und ist gern gesehen, aber sein Wertgefühl wechselt zwischen Selbstverachtung und Selbstüberschätzung. Ein Schlüsselerlebnis ist nach seiner Rückkehr von einem langjährigen Frankreich- und Italienaufenthalt die Zurückweisung seiner Liebe zu Marie Milford, die ihm seinen Freund Walter Lovell vorzieht. Er beginnt nun ein Doppelspiel. Während er vorgibt, die Werbung seines Freundes bei Maries Vater zu unterstützen, verleumdet er ihn mit falschen Beschuldigungen und erreicht, dass Lovell Hausverbot erhält und er selbst der Bräutigam Maries gegen ihren Willen wird. Es kommt zum Eklat, als Lovell am Hochzeitstag erscheint und das Lügengeflecht aufdeckt. Waterloo taucht unter und lässt nach einem Jahr die Nachricht seines Todes verbreiten. Unterstützt wurde er durch seinen Neffen Burton, der in seiner menschenverachtenden Lebensauffassung nur nach seinen eigenen Vorteilen operiert und auch die Freundschaft mit Walter Lovell, die er von Anfang an nicht ernst nimmt, hintergeht. Nach dem Scheitern der Intrige wechselt er sofort die Seiten. Lovell überlebt einen Giftanschlag Waterloos und heiratet Marie. Als sie ein Jahr später nach der Geburt ihres Sohnes stirbt, überträgt sich Waterloos Hass auf den Vater auch auf William. Er entwickelt jetzt ein Weltbild ohne sittliche Werte. In den Menschen sieht er „vorübergehende Bilder“ und ihre Gesinnungen seien wandelbar „wie das zufällige Kolorit“. So greifen sie mit ihren Ecken in die Fugen der anderen und es entstehe „die seltsame Maschinerie, die wir das menschliche Leben nennen. Verachtung und Verehrung, Stolz und Eitelkeit, Demut und Eigensinn: alles eine blinde, von Notwendigkeiten umgetriebene Mühle, deren Gesause in der Ferne wie artikulierte Töne klingt. Vielleicht ist es keinem Menschen gegeben, alles aus dem wahren Standpunkte zu betrachten, weil er selbst irgendwo als umgetriebenes und treibendes Rad steckt“ (IV, 12). Aus seiner Menschenverachtung heraus beschließt er die Gründung einer geheimen Gesellschaft, deren Mitgliedschaft man sich erkaufen muss. Dafür haben seine Jünger das Gefühl, einer Elite anzugehören. Er hat erfahren, dass viele Menschen einen Hang zum Wunderbaren und einen Drang nach Unterordnung unter einen charismatischen Führer haben. Er zieht alle Register der Manipulation und hat Spaß daran, sich als geheimnisumwobener Meister Andrea Cosimo verehren zu lassen und die Anhänger zu betrügen. Als „Schildknappen“ wählt er sich den Italiener Rosa und dieser versucht in Paris das Vermögen der Comtesse Blainville für den Bund anzuzapfen. Als William von seinem Vater auf Bildungsreise geschickt wird, erfährt Waterloo davon und kann sein altes Rachebedürfnis verwirklichen. Er setzt Rosa auf den naiven jungen Mann an und tritt ihm in Rom selbst als geheimnisvolle Gestalt mit einer Gespenstermaschinerie auf, um ihn und seinen Vater zu ruinieren.

### Erstes Buch
Die Handlung des ersten Buchs spielt in den Monaten Mai und Juni 1793. Die Hauptfiguren wohnen in dieser Zeit im ländlichen Bondly in Yorkshire (Der alte Burton und seine Tochter Emilie, sein Gesellschafter Karl Wilmont und seine Besucherin, seine Schwester Amalie, sowie Eduard Burton und sein Gast William Lovell) und London (Walter Lovell, Mortimer, Amalie Wilmont). Von dort aus schreiben sich die miteinander befreundeten Personen Briefe und informieren sich gegenseitig über das Geschehen. Eine Schaltstation ist Karl Wilmont, der sowohl mit Mortimer als auch Eduard Burton befreundet ist und der die Situation des schwermütigen William und dessen Liebe zu seiner Schwester Amalie kennt. Er selbst verliebt sich in Burtons Schwester Emilie. Beide Beziehungen haben jedoch geringe Chancen auf Realisierung, da die Väter planen, ihre Kinder mit reichen Partnern zu verheiraten.
Im Zentrum stehen die emotional und ideell miteinander harmonierenden Freunde William Lovell und Eduard Burton. Lovell ist sentimental-empfindsam, leicht zu Tränen gerührt und hat ideale Vorstellungen von einem Leben mit Gleichgesinnten in einer ruhigen ländlichen Naturlandschaft. Er hat kein Bedürfnis nach gesellschaftlicher Anerkennung, beruflicher Karriere und Reichtum. Doch ahnt er, dass sich eine solche Utopie schwer realisieren lässt, und verfällt in Schwermut, Weltschmerz und Angst vor der ungewissen Zukunft: „Ich komme mir in vielen Momenten wie ein Kind vor, welches jammert, ohne selbst zu wissen, worüber.“ (I, 2)
Zu seinem kranken Vater Walter, der seit kurzem ein Landhaus bei London bewohnt, hat er ein gutes Verhältnis. Dieser möchte ihn, aus der Erfahrung seiner eigenen Jugend (III, 9), aus seiner kindlichen Gefühlswelt und seinem naiven Menschenbild durch eine Frankreich- und Italienreise lösen und durch gesellschaftliche Kontakte und neue Auslandserfahrungen seine Persönlichkeit festigen. Denn er hat die Karriere seines Sohnes im Sinn. William denkt bei dem Wort Italien allerdings mehr an die südliche Landschaft und die großen Künstler.
Walter Lovell gibt dem Sohn als Gegenpol den reiseerfahrenen vernunftorientierten Mortimer als Begleiter mit. Dieser steht wie sein Freund aus vergangenen lustigen Tagen Karl Wilmont, der ihn über die fragile Verfassung Williams und dessen Liebe zu seiner Schwester Amalie informiert, William distanziert gegenüber und sieht in ihm eine gefährdete Person, die es gilt, aus seiner Schwärmerei herauszuholen. Er will versuchen, zu ihm ein vertrauliches Verhältnis zu entwickeln, um den Auftrag des Vaters zu erfüllen. William dagegen gefällt Mortimers überlegenes und spöttisches Auftreten und seine mangelnde Emphase nicht.
William sucht vor allem Halt bei Eduard Burton, der seine Lebensauffassung teilt und dem er seine Gedichte über seine Untergangsstimmung schickt. Dieser darf jedoch den Freund nicht auf seiner Reise begleiten, weil sein profitorientierter Vater den Sohn aus der Beziehung lösen möchte und einen Prozess gegen Walter Lovell vorbereitet. Eduard ahnt die skrupellosen Methoden seines Vaters und würde gern die Opfer entschädigen.
Vor seiner Abreise entschließt sich William nach langer Hemmung, der mit ihm seelenverwandten Amalie seine Liebe zu gestehen, die von ihr erwidert wird. Beide schwören sich ewige Treue.

### Zweites Buch
In Paris gerät William in die formvollendete feine Gesellschaft mit ihrem Oberflächenglanz, hinter dem sich Eitelkeit und Egoismus verbergen. Aus Langeweile wechselt man von einer zur nächsten Veranstaltung und amüsiert sich anschließend im brieflichen Austausch über das Gesellschaftsspiel.
Mortimer frischt seine Kontakte aus früheren Reisen auf, führt William in die adligen und großbürgerlichen Kreise ein und macht ihn im Garten des Grafen Melun mit den witzigen Köpfen, schönen Geistern, Gelehrten, Politikern und ihrem Damen bekannt. William ist anfangs vom Großstadtleben enttäuscht und angeekelt. Die Menschen wirken auf ihn wie Schauspieler, die bei ihren gesellschaftlichen Auftritten, bei Empfängen und in der Oper, eine Rolle übernehmen.
Mit drei Personen kommt er in näheren Kontakt: mit dem das breite Spektrum des gewandten Auftretens beherrschenden kenntnisreichen Italiener Rosa, mit dem melancholischen und ihm seelenverwandten Deutschen Balder, der die Marionettenhaftigkeit des Publikums durchschaut und den Freund davor warnt, und vor allem mit der jungen schönen Witwe Comtesse Louise Blainville, dem „Modell einer griechischen Grazie“ (II, 11). Die Gesellschaft ist ihre Bühne, auf der sie ein frivoles Spiel inszeniert. Sie nutzt ihre Beliebtheit bei den Männern und deren Eifersucht aus und suggeriert jedem ihrer Favoriten, er sei ihr Auserwählter und sie warte nur auf dessen Liebeserklärung. Ihrem Onkel Graf Melun gegenüber gibt sie sich als häusliche Frau mit dem Wunsch nach einem zurückgezogenen Eheleben und erhält dessen Heiratsantrag. Besonders reizt es ihre Eitelkeit, zurückhaltende Männer an sich zu binden und Rivalinnen auszustechen. Dies gelingt ihr schließlich mit vorgetäuschter Natürlichkeit und Herzensgüte bei William, der glaubt, erst in ihren Armen die wahre Liebe erfahren zu haben, und der darüber Amalie vergisst: „…ich habe zum Dienste jener höheren Gottheit geschworen, vor der sich ehrerbietig die ganze lebende Natur neigt, die in sich jede abgesonderte Empfindung des Herzens vereinigt, die alles ist, Wollust, Liebe, für die die Sprache keine Worte“ (II, 23). Den aktuellen Stand ihrer Eroberungen teilt sie sofort ihrem Vertrauten Rosa mit, mit dem sie ein stilles Einverständnis über ihre Amouren verbindet und der ihren Ehrgeiz anstachelt, den naiven William zu verführen (II, 10).
Amalie ist bereits über seine ausbleibenden Briefe besorgt, fürchtet um sein Durchhaltevermögen, wenn er attraktiven Frauen der Pariser Gesellschaft begegnet, und sieht ihre Liebe als kurzen Traum an. Außerdem hat sie von seinem Vater erfahren, dass er für William eine Verbindung mit einem Fräulein Bentink vorbereitet. Der kränkliche alte Lovell ist zu Zeit in einen Prozess mit Burton verwickelt, der behauptet, Walters Großvater habe zwei von seinen Vorfahren gekaufte Güter nicht bezahlt. Lovell findet allerdings keine Belege aus dieser Zeit.
Nachdem William aus seinem Liebesrausch mit Louise erwacht ist, bereut er seinen Verrat an Amalie, bekennt ihr in einem Brief seine Herzensbindung und beschleunigt seine Abreise aus Paris über Lyon nach Genua. Da Mortimer wegen des Todes seines Onkels nach London zurückkehrt, um bei den Erbverhandlungen präsent zu sein, muss William sich neue Begleiter suchen. Es sind Balder und der Italienkenner Rosa, der seine Freundschaft gesucht hat, um einen, wie der Leser am Schluss erfährt, gegen seinen Vater gerichteten Racheplan auszuführen.

### Drittes Buch
Mortimer sucht nach seiner Rückkehr nach England ein ruhiges ländliches Leben. Die passende Frau dafür sieht er in Amalie und er hofft, dass sie ihre Liebe nach dem Ausbleiben von Williams Briefen und nach ihrer Enttäuschung über seine Untreue auf ihn überträgt. Sein Freund Wilmont trennt sich vom alten Burton, als er merkt, dass dieser seine Liebesbeziehung mit Emilie verhindern will, weil er für sie einen reichen Mann vorgesehen hat. Bereits zuvor ist es zu einer Entfremdung gekommen, nachdem er langsam Einblick in den Charakter Burtons bekam, jedoch weiß er nicht, dass dieser Lovells Rechtsanwalt Jackson besticht, im Prozess um die angeblich nicht bezahlten Güter gegen seinen Mandanten zu arbeiten. Für Walter Lovell ist der Prozess eine neue Enttäuschung über Burton, mit dem ihn in seiner Jugendzeit eine schwärmerische Freundschaft verband. Zu spät erkannte er damals, dass diese Beziehung einseitig war und er in seiner Naivität den skrupellosen Charakter Burtons übersah (III, 9).
Währenddessen reist William mit seinen Begleitern nach Rom. Ihn begeistern die italienische Landschaft und die Bauten und Skulpturen aus Roms großer Vergangenheit. Beeinträchtigt wird seine Hochstimmung von der Melancholie und den Untergangsvisionen Balders. Dieser hat Halluzinationen und fürchtet, wahnsinnig zu werden. Allerdings sind diese Geistererscheinungen Inszenierungen Waterloos, der damit sein Auftauchen bei Lovell vorbereitet. William versucht den Freund aus seinen Ängsten zu befreien und ihn von einer diesseitig-genussorientierten Lebensweise ohne ideale Ziele und Ethik, die er von Rosa übernommen hat, zu überzeugen. Er will über den tieferen Sinn der Existenz und die höhere Bestimmung des Menschen nicht mehr reflektieren, sondern das Vergnügen der Sinne suchen, auch wenn dies nur eine neue Illusion sein könnte: „…ich gebe also die Wahrheit auf, denn die Täuschung ist mir erfreulicher.“ (III, 21) Mit seinem neuen Freund und Mentor ist er sich über den individuellen Freiheitsbereich einig: Alle moralischen Normen der Außenwelt sind nur Projektionen seines Inneren und er kann sie eigengesetzlich aus seinen Bedürfnissen bestimmen.
Sein Lebensmut lässt wieder nach, als er entdeckt, dass Balders Beschreibung des ihm erschienen Geistes dem eines schrecklich aussehenden Greises entspricht, der ihm in Rom begegnet ist und den er bald darauf auf einer Straße im Gespräch mit Rosa sieht. Er ist schockiert, will mit Rosa brechen und wieder nach England zurückkehren.
Er bittet seinen Vater, einer Ehe mit Amalie zuzustimmen, doch dieser lehnt mit der Begründung ab, wenn William das Mädchen wirklich geliebt hätte, wäre er nicht so lange ohne Briefkontakte in Italien geblieben. Sein Verhalten beweise seine Unreife und er habe bereits mit Lady Bentink eine auch finanziell ihm ebenbürtige Frau gefunden. William stürzt auf diese Nachricht hin vollkommen ab, schreibt Amalie einen Abschiedsbrief und will jetzt rücksichtslos das Leben genießen, auch wenn dies in einer Katastrophe enden sollte. Er gerät nun in Waterloos Verwirrspiel. Verunsichert wird er durch eine geheimnisvolle Nachricht, die ihn vor Rosa warnt und die er nicht deuten kann. Später (X, 5) erfährt er, dass sie von Rosas als Mann verkleideter Dienerin Ferdinand stammt, die in ihn verliebt ist.

### Viertes Buch
William beginnt 1794 in Italien eine neue Lebensphase, in deren Zentrum die „Sinnlichkeit, das erste bewegte Rad in unserer Maschine“, steht, die „unser Dasein von der Stelle“ wälzt und es „froh und lebendig“ macht: „Freilich ist Wollust das große Geheimnis unsers Wesens, freilich will auch die reinste inbrünstigste Liebe sich in diesem Brunnen kühlen; sie soll eben sterben, damit wir fühlen, dass wir Menschen sind, dass wir von täuschenden Phantomen erlöst werden, die uns als Engelsgestalten besuchen, und doch Furien werden, wenn sie das glänzende Gewand fallen lassen. Denn schläft nicht die wildeste Verzweiflung, die grässlichste Angst, der blutigste Hass, Selbstmord und Gräuel im Innern dieses Gefühls? […] Nur Leichtsinn, nur das Erkennen der Täuschung kann uns retten, und darum ist mir in diesem Sinne, in welchem ich sonst nach der Geliebten strebte, Amalie verlorengegangen, seit ich weiß, dass Poesie, Kunst, und selbst die Andacht nur verkleidete , verhüllte Wollust ist, die von innen heraus ihren Glanz ausstrahlt und unbekannt der Menschsinn in allen seinen Kräften zu sich ruft. […] Sinnlichkeit und Wollust sind der Geist der Musik, der Malerei und aller Künste, alle Wünsche des Menschen fliegen um diesen Pol wie Mücken um das brennende Licht. […] Schönheitssinn und Kunstgefühl […] bezeichnen nichts weiter, als den Trieb des Menschen zur Wollust.“ (IV, 2) Allerdings überkommen William bald nach diesen Gedanken Zweifel: „Und ist denn meine jetzige Meinung nicht vielleicht ebensowohl Täuschung, als meine vorhergehende?“ (IV, 3). Er wechselt Briefe mit Rosa und Balder nach Neapel, die beide die Welt als von eitlen Narren beherrscht sehen. Während für Rosa dies Stoff für ein Komödienspiel mit viel Spaß ist und er William zu seiner Genesung von seiner Schwermut mit Donna Bianca und anderen Prostituierten bekannt macht, folgert Balder daraus die Sinnlosigkeit des Lebens, aus dem ihn nur der Wahnsinn oder der Tod befreien kann. Er verschwindet spurlos aus Neapel. Später schreibt er William, dass er als Eremit in einer Berglandschaft mit Tauben und Lämmern, den „unschuldigsten und besten Geschöpfe[n] von der Welt“, zusammenlebt: „Es ist ganz mein freier Wille, aber ich habe es mir selbst zum Gesetze gemacht“ (VI, 14).
Währenddessen haben sich in England die Situationen weiterentwickelt. Amalie trauert, von Mortimer freundschaftlich behutsam gestützt, lange der verlorenen Liebe nach. Schließlich entscheidet sie sich, nach Zuraten Emilie Burtons, Mortimers Werbung anzunehmen. Sie schätzt ihn als klugen, verständnisvollen zuverlässigen Mann, wenn sie auch die schwärmerische Seelengemeinschaft mit William bei ihm nicht findet. Insgesamt ist sie mit ihrer Entscheidung für ihr neues Leben zufrieden. Sie heiraten und führen auf seinem kleinen Landgut „Roger Place“ in der Nähe von Southampton ein ruhiges Familienleben.
Walter Lovells Rechtsanwalt Jackson hat in den Papieren seines Mandanten die Beweise für den Kauf der Landgüter gefunden, doch unterschlägt er sie, und Burton gewinnt dadurch den Prozess. Lovell muss nicht nur die umstrittenen Besitzungen abgeben, sondern auch sein Anwesen bei London verkaufen und sich auf eines der beiden ihm verbliebenen kleinen Güter in Hampshire zurückziehen. Durch diesen finanziellen Abstieg kann er William nicht mehr so großzügig wie bisher unterstützen. In einem späteren Brief bittet der einsame kranke Vater seinen Sohn, zu ihm zurückzukehren, und verspricht, ihm die Entscheidung bei der Brautwahl zu überlassen: „…heirate, wenn du durchaus willst, Amalien“ (IV, 37). Doch zu diesem Zeitpunkt ist sein Sohn bereits in einer anderen Liebesbeziehung verstrickt.
In seinen Briefen mit Rosa und Eduard Burton muss sich William mit den konträren Lebensvorstellungen auseinandersetzen und er schwankt zwischen Rückkehr zu den alten Idealen und einem egozentrischen Genussleben ohne Verantwortung für andere, wozu ihm Rosa rät. William sucht einen Mittelweg. Er hat sich in die einfache Natürlichkeit des Bauernmädchens Rosaline Silva verliebt, die mit ihrer Mutter Leonore in einem kleinen Haus vor der Stadt wohnt. Sein vom Vater reduziertes Budget verbindet er mit einer Strategie, um das mit dem Fischer Pietro verlobte Mädchen zu erobern. Sein Diener Willy mietet eine benachbarte Hütte und gibt den als Bauer verkleideten William als seinen Sohn Antonio aus. So überwindet er Rosalines Zurückhaltung einem feinen Herrn gegenüber und gewinnt ihr Vertrauen und ihre Liebe. Er verspricht ihr die Ehe, wie Rosa es ihm als Verführungsstrategie geraten hat, und scheint in seiner leidenschaftlichen Liebe selbst daran zu glauben. Als Rosaline nach seinen Beteuerungen bereit ist, mit ihm eine Nacht zu verbringen, kündigt Pietro seine Rückkehr an. William reist ihm entgegen, passt ihn an einer einsamen Stelle ab, und noch bevor er versuchen kann, ihm die Braut abzuhandeln, kommt es zu einem Streit. Im Handgemenge entreißt William dem Rivalen seinen Dolch, verletzt ihn mit einem Stich tödlich am Hals und entkommt unentdeckt. Rosaline lässt sich von ihm schnell trösten, hofft auf die Erfüllung seiner Schwüre und verbringt mit ihm die versprochene Liebesnacht. William zieht sich darauf mit einem Schuldgefühl von der Geliebten zurück. Auch spürt er, dass seine Leidenschaft nachlässt. Rosaline reagiert enttäuscht und fühlt sich betrogen. Rosa sieht diesen Ablauf als Bestätigung seiner Vorhersage. Die Schuld liege nicht bei William, sondern in der „Einrichtung unserer Natur“ (IV, 51). Nachdem William nicht auf Rosalines Briefe reagiert und sie befürchtet, dass er Pietro getötet hat, stürzt sie sich von einer Brücke in den Tiber und ertrinkt.

### Fünftes Buch
Nach dem schmerzlichen Rosaline-Erlebnis und dem Abschiedsbrief seines vom Leben und von seinen vergeblichen Bemühungen enttäuschten Vaters, der ihn an den Weltschmerz Balders erinnert, beginnt William 1795 eine neue Entwicklungsphase. Er hat an sich die Abgründigkeit des Lebens entdeckt: „Wer sich selbst etwas näher kennt, wird die Menschen für Ungeheuer halten“, teilt er Eduard Burton mit (V, 4). Er will sich selbst erkennen und ehrlich zu sich sein. Den Blick in seine Seele sieht er als Schlüssel dazu an. Dementsprechend enthüllt er Eduard, dass der Beginn ihrer Freundschaft auf einem von diesem falsch verstandenen Erlebnis beruhe. Bei einem Wettbewerb um den Sieg beim Erklimmen eines zerfallenen Burgturms habe er verloren und in seiner ersten Neidreaktion den Rivalen in die Tiefe stürzen wollen, dann habe er ihn aber von der Spitze des Felsens zurückgerissen und dabei umarmt. Dies habe Eduard als Rettungstat und Beweis seiner Liebe interpretiert.
William tauscht sich mit Rosa über seine Philosophie des individuellen Gefühls als Maßstab aller Entscheidungen aus: „Die verschiedenen Gedankensysteme der Menschen sind nur zufällige Kunstwerke, die jeder sich so oder so aufbaut und mit diesen oder jenen Zierraten aufputzt.“ (V, 8) Gefühl und Glaube sind für ihn eins: „[S]o wird selbst der wildeste Freigeist am Ende religiös. […] Das Bewusstsein unserer Seele und der tiefe innige Wunsch nach Unsterblichkeit, das Gefühl, das uns in ferne unbekannte Regionen hinüberdrängt, so dass wir uns eine Nichtexistenz gar nicht denken können, diese Gefühle sprechen am lautesten und innigsten für das Dasein der Seele, so wie für ihre Fortdauer.“ (V, 8). Auch die Existenz von Gespenstern und Wundern schließt William in diese transzendente Welt mit ein.

### Sechstes Buch
Für Waterloo ist der von Rosa gut vorbereitete geeignete Zeitpunkt gekommen, sich persönlich als Andrea Cosimo in seinen Intrigenplan einzuschalten und Lovell durch magische Inszenierungen zu verwirren. William hat mit dem alten Leben in England abgeschlossen, ist mit dem neuen in Italien aber genauso unzufrieden und sucht nach einer neuen Orientierung. Andrea wählt für das erste nächtliche Treffen die Gegend um Rosalines Haus und erscheint in der William aus den Beschreibungen Rosas und Balders her bekannten Aufmachung. Das Gesicht erinnert ihn an ein Porträt, das er in der Kindheit im Haus seines Vaters gesehen hat. Andrea kennt Einzelheiten aus seinem Familienleben, obwohl er Walter und Marie Lovell angeblich nie gesehen hat. Als nächsten Schritt nimmt er ihn mit zu einer geheimen Gesellschaft. Die Atmosphäre im Saal ist feierlich sakral. Die Anwesenden verehren Andrea als Meister und behandeln William sofort als Bruder. Alle sprechen miteinander sehr ernsthaft-tiefgründig. Es kommt Lovell vor, als wäre er in eine Versammlung abgeschiedener Geister geraten. Bei weiteren Treffen spricht Andrea mit William über seine Kindheit und bringt ihn zum Träumen. Dabei huscht an der Wand wie ein Blitz der Schatten seines Vaters, ein anderes Mal das Bild Rosalines vorbei. Im Karneval steigt die tote Geliebte in seine Kutsche und nachdem sie ihre Maske abnimmt und ihn drohend anschaut, wird William durch einen Knall betäubt und wacht am nächsten Morgen in seinem Zimmer auf. Er lebt dann oft wie in einem Traum, in dem die Konturen zerfließen, und er wünscht sich die Erlösung aus dem Kerker der Welt. Rosa bestärkt ihn in seiner Auffassung, dass Andrea ein geisterhaftes, die Realität durchdringendes und vom rationalen Denken nicht fassbares Wesen ist: „Der Geist des Forschens ist die Erbsünde, die uns von unsern ersten gefallenen Eltern angestammt ist.“ (VI, 12). Andrea erklärt ihm seine Verwirrung mit den ständigen Verwandlungen des Lebens. Die Seele sei „ein unaufgelöstes Rätsel“ in ihm: Der Mensch „ist, das ist sein Verbrechen und seine Tugend, sein Dasein ist seine Strafe und seine Wohltat […] Ich mag keinen verdammen und keinen vergöttern, es ist alles ein Gefolge […] mir alles gleich unkenntlich und gleich gut“ (VI, 13).

### Siebentes Buch
Unter dem Eindruck der Philosophie Andreas kehrt William nach dem Tod seines Vaters, den Eduard Burton ihm mitgeteilt hat (V, 2), nach England zurück. Der „Verächtlichkeit der Welt“ will er, als Teil einer höheren Geisterwelt kalt und selbstbewusst gegenübertreten (VIII, 1). Er denkt an die alten Beziehungen und an seine damaligen Gefühle: „Ich wünsche und fürchte das englische Ufer. – Doch kalt und phlegmatisch dehnt sich die Zeit weiter und kümmert sich nicht um unser geängstigtes, pochendes Herz – es muss doch endlich alles und selbst das Leben vorüber sein.“ (VII, 8)

### Achtes Buch
Nach Lovells Rückkehr überstürzen sich die Aktionen in einer abenteuerlichen Zufallskette. William sucht die Schuld für den Bruch der Beziehungen nicht bei sich, sondern bei Amalie, Mortimer und Eduard. Die Burtons macht er außerdem verantwortlich für den Ruin und Tod seines Vaters.
In Bondly schleicht er sich in der Verkleidung eines kranken Obdachlosen ins Schloss, erweckt das Mitleid der empfindsamen Emilie, offenbart ihr dann seine Identität, spielt ihr den von allen Freunden unglücklichen, von den Menschen ungerecht behandelten Ausgestoßenen vor und erweckt dadurch ihre Liebe und ihren Retterinstinkt. Sie glaubt seinen effektvoll gespielten Liebesschwüren, lässt sich von ihm verführen und flieht mit ihm.
Vorher versucht William ihren Bruder Eduard mit einem Gifttrank zu schädigen, doch sein Diener Willy, der zufällig bei seinem Bruder Thomas in Bondly zu Besuch ist, will sowohl den Mord verhindern als auch seinen Herrn schützen. Er trinkt das Glas selbst aus und stirbt an der für einen alten Mann zu starken Dosis. Eduard reagiert auf das Attentat mit Schuldbewusstsein, weil er dem Freund nicht mehr geschrieben hat und weil sein Vater durch den Prozess die Lovells um ihre Güter gebracht hat. So vertuscht er den Selbstmord Willys, entschädigt William für den Verlust des verlorenen Erbes und schickt ihn schweren Herzens weg. Dies wird ihm wiederum von William als Hartherzigkeit und Verrat der alten Freundschaft ausgelegt, und damit rechtfertigt er die Entehrung Emilies, mit der er nach Nottingham fährt, wo er sie sogleich verlässt. Sie erkennt ihre Leichtgläubigkeit, erkrankt und stirbt bald darauf.
Lovell reist weiter nach London, gibt sich als Italiener aus, gewinnt im Glückspiel viel Geld und brilliert in der Gesellschaft, die er wegen ihrer leichten Manipulierbarkeit verachtet. Er plant, wieder nach Italien zu Rosa und Andrea zurückzukehren, sucht aber vorher Mortimers Landgut auf und beobachtet die ehemaligen Freunde. Um Amalie, für die seine alte Liebe wieder erwacht ist, noch einmal zu sprechen, schleicht er sich in das Vertrauen der Dienstmagd Charlotte ein. Dabei entdeckt er, dass sie seine Geliebte aus der Pariser Zeit ist. Die damalige allseits begehrte Comtesse Louise Blainville verprasste nach dem Tod ihres zweiten Mannes, des Grafen Melun, ihr Vermögen mit ihrem Liebhaber, dem Chevalier Valois. Durch eine Blatternerkrankung wurde ihr Gesicht entstellt und sie suchte eine Anstellung bei der mitleidigen Amalie. Beide vereinbaren Stillschweigen über ihre Identität und entwickeln den Plan einer Begegnung Williams mit Amalie: Während einer Reise Mortimers legt Louise ein Feuer, das die Dienerschaft ablenken und Amalie in den Garten treiben soll, wo William auf sie wartet. Doch das Feuer gerät außer Kontrolle und der Rauch breitet sich im ganzen Haus aus. Amalie und Louise werden in ihren Zimmern eingeschlossen. Während Louise verbrennt, rettet Lovell die bewusstlose Amalie über eine Leiter, legt sie auf den Rasen und flieht vor den herbeieilenden Dienern im Gewitterregen, der den Brand löscht.
Zeitgleich kehrt Karl Wilmont nach Bondly zurück, um Emilie, mit der er sich nach dem Tod ihres Vaters verlobt hat, zu besuchen und ihre Beziehung zu festigen. Wegen der Vermögensunterschiede wollte er nicht von Emilies Geld leben und sich ihrer durch eigene Arbeit würdig erweisen und wirtschaftlich selbständig werden. Deshalb suchte er sich in London eine Anstellung in einem Ministerium. Nach Emilies Flucht mit William zweifelt er an ihrer Liebe, ist jedoch wütend auf William und macht sich auf die Suche nach den beiden. Als Mortimer eine Nachricht von der todkranken Emilie erhält, eilt er mit Wilmont nach Nottingham und findet dort die Sterbende.
Emilie und Eduard suchen beide die Schuld für das Unglück und das fehlende gegenseitige Vertrauen bei sich. Mortimer und Amalie sind erschüttert über die schicksalhaften Verstrickungen und sie hätte gerne dem unglücklichen William für ihre Rettung gedankt. Mortimer behält als einziger den Überblick und versucht die Freunde zu stützen. Der wütende Wilmont will „als Dämon der Rache“ (VIII, 35) Lovell verfolgen.
Lovell verlässt England, noch vereinsamter als zuvor, mit seinem Menschenhass, den er sowohl auf Männer als auch auf die ihnen an Schlauheit und Täuschung überlegenen Frauen bezieht. Er sieht die Männer in einem „ewige[n]. rastlose[n] Kampf, [einer] beständige[n] Disharmonie“ (VIII, 32), einem Wechselspiel von Herrschern und Sklaven, Liebenden und Hassenden, Betrügern und Betrogenen und sucht einen Halt in Andreas Geisterwelt. Bei aller Egozentrik hat er sich, wie er Rosa gesteht (VIII, 28), in seiner Empfindung, im Gegensatz zu seinem Verstand, ein Grauen vor seinen Lastern und Verbrechen bewahrt. Zumindest freut er sich über die Rettung Amalies, die er durch seinen Plan erst in Gefahr gebracht hat, aber er gönnt sie nicht Mortimer.

### Neuntes Buch
Im nächsten Jahr, 1796, entwickeln sich die Lebenswege der Protagonisten weiter auseinander. Eduard Burton heiratet Betty, die Tochter des verarmten Edelmanns Ralph Blackstone, die er nach Emilies Tod aus Mitleid bei sich aufgenommen hat. Sie ähnelt seiner Schwester in Aussehen und Gemüt, ist aber in ihren Lebensansprüchen bescheidener und weniger exzentrisch. Nach dem Vorbild Mortimers und Amalies, die Eltern eines Sohnes, Georg, geworden sind, will er ein bürgerliches Leben auf dem Land abseits der eitlen standesorientierten Ambitionen der städtischen Gesellschaft führen. Mortimer formuliert die neue Linie der einstigen Enthusiasten: „Also […] bekenne ich mich hiermit zu dem großen, vielfach verachteten Orden der Mittelmäßigen, der Ruhigen, der Dürftigen. Im Mäßigsein, im Resignieren liegt jenes, was die Enthusiasten nicht Glück nennen wollen, und dem ich doch keinen anderen Namen zu geben weiß“ (X, 13). Nach seinen Höhenflügen und dem Spott über die Bürger und Familienväter sei er in einem Kreislauf zurückgekehrt zum bescheidenen Glück. Eduard Burton stimmt ihm zu und bietet ihm sein benachbartes Gut Waterhall zum günstigen Kauf an, damit die beiden Familien, Betty hat inzwischen eine Tochter, Amalie, geboren, sich oft sehen und ihre Kinder, unabhängig von den Moden der Zeit, zu guten und einfachen Menschen ohne Affektation erziehen können. Denn sie sollen sich nicht als „Genies und außerordentliche Menschen“ fühlen, die nie daran denken, „sich und der Welt Beweise davon zu geben“ (X, 16). In der übertriebenen Liebe des alten Lovell zu seinem Sohn und in seinen Bildungszielen der Vortrefflichkeit sieht Mortimer die Quelle für dessen Torheit und Unglück.
Im Gegensatz zur Selbstfindung Mortimers und Eduards rutscht William weiter ins Extreme ab. Er bezeichnet sich im Sinne Andreas als wandelbarer als ein Chamäleon: „Die Nichtswürdigkeit des ganzen Menschengeschlechts hat mich von neuem getröstet, ich gebe mich über mich selbst zufrieden, weil ich so sein muss und nicht anders sein kann“ (VIII, 32). In Paris verspielt er die gesamte Entschädigung, die Eduard ihm gegeben hat, und muss stufenweise seinen Lebensstandard bis zur Obdachlosigkeit reduzieren. Durch Falschspiel steigt er wieder auf und reist nach Italien. Zuvor ist er von Rosa enttäuscht worden, als er ihn um Unterstützung gebeten hat. Dieser teilte ihm mit, Andrea sei nicht erreichbar und er selbst habe kein Geld zur Verfügung. Zudem macht er Lovell Vorwürfe, sein Leben nicht unter Kontrolle zu haben und von anderen Menschen abhängig geworden zu sein. Dies widerspreche Andreas Philosophie.
Auf seiner Reise durch die Piemonter Berge wird Lovell überfallen, ausgeraubt und von der Räuberbande gefangen gehalten. Während dieser Zeit schreibt er Gedichte. Als die Räuber ihn zur Beteiligung an einem Überfall zwingen, entdeckt er unter den Reisenden Karl Wilmont, der sich an Lovell rächen will. William entkommt ihm und zugleich den Banditen.

### Zehntes Buch
Lovell trifft auf seinem Weg nach Rom gescheiterte Freunde und Freundinnen: Die kranke Prostituierte Bianca beichtet ihm vor ihrem Tod, dass sie, von Andrea angestiftet, ihn damals im Karneval als kostümierte Rosaline genarrt hat. Die ehemalige Dienerin Rosas, Ferdinand genannt, verdient jetzt als Straßen-Prostituierte ihr Geld. Sie gesteht William, dass sie die Absenderin einer Warnung vor Rosa war. In Genua trifft er den nach dem Tod seiner zweiten Frau wahnsinnig gewordenen Balder, den man wegen seiner Tobsucht einsperren und fesseln muss.
Zu Andrea scheint ihm der Weg versperrt: Rosa antwortet nicht auf seine Briefe. Die alten Brüder der Geheimgesellschaft haben sich von ihrem Meister abgewandt und nehmen William nicht bei sich auf. Nach langem Warten wird er bei Andrea vorgelassen. Er liegt im Sterben, nennt ihn einen Narren und lacht ihn aus. Nach seinem Tod übergibt man ihm dessen Lebensbericht und er erfährt den Racheplan des ehemaligen Freundes seines Vaters Waterloo. Rosa bereut, als Werkzeug Andreas Lovell ruiniert zu haben. Er hat vom Meister ein Gut im Tivoli geerbt und lädt William ein, dort mit ihm gemeinsam zu leben. Dieser stimmt zu und hofft dort zur Ruhe zu kommen und sich vielleicht einmal mit den alten Freunden in England zu versöhnen. Doch dazu kommt es nicht. Karl Wilmont spürt ihn auf, zwingt ihn zum Duell und erschießt ihn offenbar ohne Gegenwehr. Denn Lovell hat sich zuvor eine Malve an die Brust geheftet, damit Karl sein Herz trifft. Wilmont hat den Plan, sich in Amerika der englischen Armee anzuschließen, um sich als „Lebenssatter“ wenigstens einbilden zu können, für das Vaterland gestorben zu sein.

## Form
In Tiecks aus 10 Büchern bestehenden Briefroman führen verschiedene Figuren Korrespondenzen, v. a. der Titelheld William mit Eduard, Amalie und dem Italiener Rosa, außerdem in der Gegenhandlung: Mortimer mit Eduard und Karl Wilmont. Auf einer volkstümlichen Ebene tauschen Lovells Diener Willy und sein Bruder, der Gärtner Thomas, ihre Eindrücke über das Leben der höheren Gesellschaft aus.
Der erste Brief ist vom 17. Mai 1793. Die erzählte Zeit reicht bis 1756 zurück.
Die Briefe werden in den Jahren 1793–1796 von den zahlreichen Handlungsorten aus geschrieben: Bondly in Yorkshire, London, Waterhall, Dover, Kensea und Roger Place in Hampshire, Nottingham und Southampton, Schottland (Glasgow), Paris, Lyon, Chambéry, Nizza, Rom, Florenz, Tivoli, Neapel, Piemont, Pisa, Padua.
Zur Entstehungszeit des Romans, von der Planung 1792 bis zum Erstdruck, studierte Tieck an verschiedenen Universitäten Literaturwissenschaft, beschäftigte sich intensiv mit Shakespeare und schrieb von 1795 bis 1798 für Friedrich Nicolais Sammlung „Straußfedern“. Hier lernte er die ganze Apparatur des damaligen Unterhaltungs- und Trivialromans kennen, die er im „Lovell“ einsetzte: Betrug und Täuschungen der gutgläubigen blinden Opfer, Räuberüberfälle und Duelle, Rache, große Intrige als Hintergrundhandlung, Maskerade und Zaubertricks, Schauerszenen, geheimnisvolle Andeutungen, sentimentale Liebesgeschichten, edelmütige Freundschaften, Reisen in andere Länder, privates Glück in der ländlichen Idylle und viele andere Motive, „die damals wie heute in der „unterstömigen“ Literatur gang und gäbe waren und sind“, sowie Versatzstücke des Kolportage-Stils. Außerdem haben William und Balder, die beiden Poeten des Romans, Gedichte in ihre Briefe aufgenommen.
„Die Handlung rollt nach dem gängigen Muster der Moderomane ab.“. Der Autor übernahm weite Strecken des Handlungsverlaufs und Motive aus dem Roman „Der verdorbene Bauer“ (1775) des Franzosen Restif de la Bretonne und nutzte Richardsons Briefroman „Clarissa“ (1748) als Muster für das Milieu und die Komposition. Zudem zeigt der Charakter Lovells Ähnlichkeiten mit dem von Clarissas Verehrer Robert Lovelace. Heilmann sieht für den „Lovell“ weitere Vorgänger: Richardsons „Pamela oder die belohnte Tugend“ (1740), „Julie oder Die neue Heloise“ von Rousseau (1761), Goethes „Die Leiden des jungen Werthers“ (1774) und „Der Waldbruder“ von Lenz (unvollendet, postum veröffentlicht 1882). Den Namen des Protagonisten entnahm der Autor vermutlich Ben Jonsons Komödie „The New Inn“.

## Rezeption
„William Lovell“ wird von der Literaturkritik unterschiedlich bewertet.
Tiecks Einordnung als Trivialliteraturautor steht im Zusammenhang mit seinen Tätigkeiten als Journalist und Literat zur Zeit der Entstehung seines Erstlings:
Zeitgenössische Rezensenten vermuteten durch die Nähe zu Tiecks Vorlagen (s. Form), der Roman sei aus dem Englischen abgeschrieben.
Entsprechend dieser Orientierung Tiecks an bekannten literarischen Stoffen und Mustern bewerten ihn Literaturkritiker, die sich an traditionellen Mustern der Klassik orientieren, als „Schriftsteller mit nicht geringer Erfindungskraft, aber ohne starke Gestaltung, ohne eigenen Ton“. Die Sprache des „William Lovell“ sei „flau, die Erzählkunst äußerst gering. Die nach Tiecks stehender Manier eingestreuten Lieder [würden] zum Teil lächerlich [wirken].“
In der Literaturwissenschaft wird Tiecks Erstling im Zusammenhang mit der zeitgenössischen Literatur untersucht: Lovells Antithese von Gefühl und Verstand wird geistesgeschichtlich einerseits auf die Auseinandersetzung zwischen Aufklärung und Sturm und Drang bezogen, andererseits auf den „Typus des unglücklich ›Zerrissenen‹ in der Spätromantik“.
Für den Literaturhistoriker Hermann August Korff ist der erste große Roman des jungen Tieck „eines der wichtigsten Dokumente für die Entstehungsgeschichte der Romantik, weil es eine bis zum Äußersten getriebene Darstellung und Analyse desjenigen Seelenzustandes ist, der ihre psychologische Voraussetzung ist“, indem sich „Lebhaftigkeit der Phantasie“ und „Reizbarkeit der Gemüter“ verbindet.
Thalmann bezeichnet den „Lovell“ als den „›Werther‹ der Romantik, die Seelengeschichte eines jungen Mannes […], der von Schwermut, Abenteuer, Verzweiflung und Spieltrieb weiß, der die Untreue der Gefühle so gut kennt, wie das Morbide der Umstände. Ein Buch für den Familientisch war es nicht. Es ist eine Buch mit einer neuen Mitte aus Gefühl und Kalkül […] mit der Mehrdeutigkeit von Erlebnissen, mit Inhalten aus den Tiefenzonen der Persönlichkeit […] Die Unsicherheit und Mehrdeutigkeit der Wirklichkeit, das Rätselhafte dieser Vordergründigkeit entspricht einer neuen Bewusstseinsordnung. […] Der junge Autor sucht sich darüber klarzuwerden, woran wir alle leiden – am Bekömmlichen und Widerwärtigen, an Schutt und Spuk, an Leichtsinn und Wehmut. Es ist eine Geschichte, die es wagt, uns auch in den Abgrund unserer Existenz blicken zu lassen. Die Schwermut dieser Epoche hat etwas Legitimes und ist unweigerlich noch ein Element des Schöpferischen. Der junge Dichter, der […] etwas von den ›Fleurs du mal‹ ahnt, die im Nächtlichen und Künstlichen der Stadt aufschießen, setzt damit aber auch zu einer sehr modernen ‚Verteidigung der Wölfe‘ an, die im Familienroman nur schwarz sein dürfen.“ Für Thalmann ist diese Ambivalenz und die vielstimmige „ichbesessene Erzählform“ die Erklärung für die ablehnenden Rezensionen: „Es ist ein sensationeller Stoff mit einem Helden, der kein edler Jüngling mehr ist, ein Roman, in dem die Kritik die Tugendhaften nicht anziehend genug und die Tugendlosen nicht abstoßend genug fand.“ Tieck wende hier bereits die „manieristische Kontraststruktur“ seiner Dramen an: Die biederen und gottgefälligen Diener und Gärtner bedauern die Opfer, wundern sich über die Künstlichkeit der großen Oper in Paris und der Gemälde, „misstrauen den schwierigen jungen Menschen, die selbst im Himmel Ruhe und Einigkeit stören würden, und danken Gott, dass ihnen alle die Dinge nicht geschehen sind.“ Damit werde „ein Vorgang der Mitte“ durch „Randfiguren interpretiert.“

### Meinungsspiegel
- Das Buch ist „das Mausoleum vieler gehegten und geliebten Leiden und Irrtümer“[14].
- Brentano schreibt an Arnim: „Welche Fülle an Neuheit und Poesie“[15].
- Die Vorgänger „Gefährliche Liebschaften“ von Choderlos de Laclos, „Graf Donamar“ von Bouterwek und „Der Geisterseher“ von Schiller stehen dem Roman näher als der „Werther“ von Goethe[16].
- William Lovell ist genauso wenig zynisch oder naiv wie Tieck[17].
- Kierkegaard und C. G. Jung lasen den Lovell als Text zum Thema Nihilismus[18].
- Ida von Lüttichau 1853 in einem Brief an Friedrich von Raumer: „Lowell, eines seiner eigenthümlichsten Bücher. Die Gestalt von Balder, diese tiefste Vision des Lebens im Wahnsinn, gehört doch zu dem wunderbarsten, was die deutsche Literatur aufzuweisen hat.“[19]